# Lophopanopeus
Lophopanopeus is een geslacht van kreeftachtigen uit de klasse van de Malacostraca (hogere kreeftachtigen).

## Soorten
- Lophopanopeus bellus (Stimpson, 1860)
- Lophopanopeus diegensis Rathbun, 1900
- Lophopanopeus frontalis (Rathbun, 1894)
- Lophopanopeus heathii Rathbun, 1900
- Lophopanopeus leucomanus (Lockington, 1877)
- Lophopanopeus lockingtoni Rathbun, 1900
- Lophopanopeus maculatus Rathbun, 1898
- Lophopanopeus somaterianus Rathbun, 1930